# Týn nad Vltavou
Týn nad Vltavou är en stad i Tjeckien.   Den ligger i regionen Södra Böhmen, i den centrala delen av landet, 100 km söder om huvudstaden Prag. Týn nad Vltavou ligger 368 meter över havet och antalet invånare är 8 296.
Terrängen runt Týn nad Vltavou är huvudsakligen platt, men västerut är den kuperad. Týn nad Vltavou ligger nere i en dal. Runt Týn nad Vltavou är det ganska glesbefolkat, med 42 invånare per kvadratkilometer. Týn nad Vltavou är det största samhället i trakten. I omgivningarna runt Týn nad Vltavou växer i huvudsak blandskog.